# Agramante
Agramante è un personaggio letterario, re saraceno d'Africa e massimo nemico dei cristiani nell'Orlando innamorato del Boiardo e nell'Orlando furioso di Ludovico Ariosto.

## Il personaggio
Essendo il capo di tutti i Mori d'Africa, Agramante comanda sui re dei paesi a lui soggetti, compresi il fortissimo re di Algeri Rodomonte e l'altrettanto abile Mandricardo, nonostante questi sia imperatore di Mongolia. Volendo sconfiggere Carlo Magno e i suoi paladini per vendicare la morte del padre Troiano avvenuta per mano del giovane Orlando in Aspromonte («... per vendicar la morte di Troiano sopra re Carlo imperator romano», Fur. I, 1) si allea con altri due sovrani saraceni, Marsilio di Spagna e Gradasso di Sericana, che mira ad ottenere la spada di Orlando, Durlindana e il cavallo di Rinaldo, Baiardo.
Agramante secondo Boiardo discende da Alessandro Magno.
Nel corso dei due poemi Agramante manda un suo "barone", il nano Brunello, a liberare Ruggero dal castello di Atlante, con l'aiuto dell'anello magico - rubato su suo ordine dallo stesso Brunello ad Angelica - che rende immuni da ogni sortilegio. In seguito, col suo esercito stringe d'assedio Parigi mettendo in seria difficoltà i cristiani, che tuttavia riusciranno a respingerlo verso Arli in Provenza. La flotta di Agramante viene poi sconfitto dal duca e paladino Astolfo, che grazie ad un miracolo e con l'aiuto di altri popoli dell'Africa conquista anche Biserta, dopo aver restituito il senno ad Orlando.
Agramante, ormai sconfitto e abbandonato da Marsilio, vorrebbe quasi suicidarsi, salvo essere poi persuaso ad affidare le sorti della guerra ad un triplice duello nell'isola di Lampedusa (Lipadusa nel testo ariostesco). Vi prende parte egli stesso con re Gradasso e il vecchio Sobrino, opposti a Orlando e ai due più cari amici di costui, Brandimarte e Oliviero. Brandimarte muore ad opera di Gradasso, Oliviero rimane ferito, Agramante viene decapitato di netto da Orlando, che subito dopo uccide anche Gradasso, mentre Sobrino viene risparmiato e curato dalle ferite finendo quindi per convertirsi al Cristianesimo.

## Nella cultura di massa
- Nel film del 1956 Orlando e i paladini di Francia, Agramante è interpretato da Ugo Sasso.
- Nello spettacolo teatrale del 1969 e nello sceneggiato televisivo del 1975, entrambi diretti da Luca Ronconi, Agramante è interpretato da Michele Placido.